# Pont du Veurdre
Le pont du Veurdre est un pont routier de type Cantilever (ou pont à poutres en porte-à-faux)  construit en 1948 sur l'Allier et inauguré le 5 février 1949. Il est situé entre les communes du Veurdre (Allier) et de Livry (Nièvre). Il serait l'un des premiers ponts en Europe construit avec la technique du pont Cantilever. Il remplace un pont en béton  construit par Eugène Freyssinet en 1910 et détruit pendant la Seconde Guerre mondiale, premier pont construit avec cette technique.

## Histoire

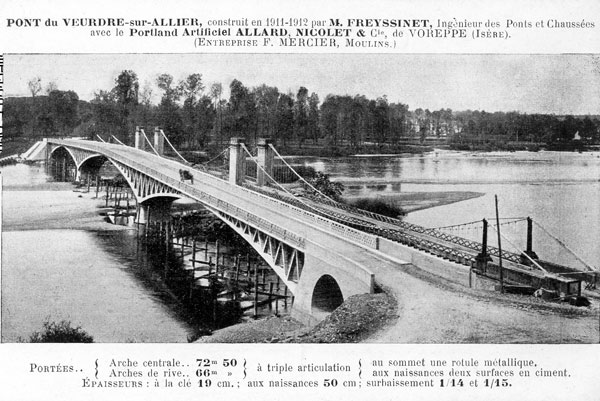
Le pont Freyssinet tout juste achevé dans les années 1910 à côté de l'ancien pont suspendu avec son démantelement.

Au XIXe siècle, l'Allier était franchi à cet endroit par un pont suspendu. Ce pont fut construit en 1833, à une seule voie et comportait trois travées d'une ouverture totale de 191,4m, c'était un pont à péage jusqu'en 1890 puis le passage était libre.
En 1910, l'ingénieur Eugène Freyssinet construisit à sa place, le premier d'une série de trois ponts au-dessus de l'Allier, d'un genre identique en béton  avec le pont Boutiron à Creuzier-le-Vieux, au nord de Vichy, et le pont de Châtel-de-Neuvre. Il avait mis au point une technique de décintrage du béton  pour les ponts qu'il avait testé l'année précédente par la construction d'une arche d'essai à Moulins.
Le 18 juin 1940, une quarantaine de soldats français sous le commandement du capitaine Paul-Dominique Bastiani et du lieutenant Pierre Legris s'opposèrent à une colonne allemande estimée à plus de 1000 hommes en les bloquant pendant une journée. Sept , soldats français furent tués, dont le capitaine Bastiani, et le lieutenant Legris. Un monument commémoratif à proximité du pont rappelle cet épisode. Le 7 septembre 1944, la Résistance dynamita le pont en vue d'empêcher le passage des colonnes allemandes.
Il fut reconstruit en 1948 en  béton précontraint, en réutilisant les anciennes piles qui n'avaient pas été détruites, suivant la nouvelle technique du pont Cantilever, (pont à poutres en porte-à-faux) , structure « Cantilever »  qui est parmi les premières utilisées en Europe selon la maire du Veurdre Jacqueline Berthet. Le nouvel ouvrage présente une ouverture totale de 225,5m entre parement des culées avec trois travées principales pour une largeur de 9m. Ce qui en fait à sa construction le plus grand de ce type en France devant celui de Villeneuve-Saint-Georges, celui de La Madeleine à Nantes et il n'est dépassé en Europe que par celui de Waterloo sur la Tamise.
Curieux retour, le pont Freyssinet du Veurdre de 1910, construit en béton armé est remplacé en 1948 par un béton précontraint. Cette technique du béton précontraint, utilisée en 1948, a été inventée et brevetée par Freyssinet en 1928. Il en avait eu l'intuition en construisant à Moulins une arche d'essai en 1908 précisément pour le pont du Veurdre.